# Xanthippe (femme de Socrate)
Pour les articles homonymes, voir Xanthippe.
Xanthippe (grec : Ξανθίππη) était l’épouse du philosophe grec Socrate, et elle est devenue l'incarnation de la mégère dans la littérature européenne. Son nom est passé en proverbe et il désigne alors une femme grincheuse et acariâtre, constamment en conflit avec Socrate. Platon atteste cependant le désespoir de Xanthippe le jour où Socrate dut boire la ciguë dans le Phédon.

## Sources
La source principale des données la concernant est le témoignage de Xénophon. Dans Le Banquet, il  présente l'image d’une épouse acariâtre et peu sociable. Elle est aussi mentionnée brièvement dans l’Apologie de Socrate, de Platon. Au cours des dernières décennies, des tentatives de la réhabiliter furent entreprises, en essayant généralement de la considérer comme une victime. Selon cette nouvelle interprétation, Socrate était en partie responsable du mauvais caractère de sa femme du fait de son comportement puisqu’il négligeait sa famille et ses devoirs de citoyen.

## Son mariage avec Socrate
Mariée avec Socrate, Xanthippe eut de lui trois fils : Lamproclès qui était encore un jeune homme quand Socrate dut boire la ciguë, ainsi que Sophronisque et Ménéxène qui alors étaient encore des enfants. D’après certaines sources, Sophronisque et Menéxène étaient issus d’une liaison de Socrate avec Myrto, une veuve ruinée qu'il secourait. Socrate avait hérité de ses parents une petite fortune et du bien dans le faubourg d’Alopèce qui lui procuraient, à lui et à sa famille, des moyens d'existence modestes, mais assuraient leur indépendance. Xénophon a décrit à plusieurs reprises et de façon saisissante le caractère acariâtre de Xanthippe :
« Si c’est ce que tu penses, Socrate, disait Antisthène, comment arrives-tu à vivre avec une femme qui, je le pense vraiment, est la plus insupportable de toutes celles qui ont vécu, qui vivent et qui vivront. – La raison, répondait Socrate, c’est que ceux qui veulent devenir de bons cavaliers ne se procurent pas les chevaux les plus doux et les plus maniables, mais au contraire des bêtes sauvages et fougueuses car ils se disent que, s'ils ont été capables de tenir ceux-là en bride, il leur sera facile de venir à bout de tous les autres. C’est exactement ce que j’ai fait puisque ce qui m’importe le plus c’est l’art de vivre avec les hommes : c’est cette femme que j’ai prise, certain que, si je pouvais la supporter, je m’entendrais facilement avec tout le monde. »,,
Idoménée de Lampsaque, qui avait dépeint Socrate comme un rhéteur redoutable, accuse clairement son disciple Eschine de Sphettos d’avoir publié sous son nom les propres ouvrages de Socrate que possédait Xanthippe. Il est aussi possible de considérer qu'à son mariage Socrate avait plus de cinquante ans et que Xanthippe devait être bien plus jeune que lui. Les frustrations de Xanthippe mais aussi l'impossibilité d'une épouse à se rebeller contre son mari expliquent peut-être l'irascibilité de celle-ci.

## Dans la culture

### Hommage
L'astéroïde (156) Xanthippe, découvert en 1875, est nommé en son honneur.

### Dans la culture populaire
- Dans la sitcom américaine Unbreakable Kimmy Schmidt, Xanthippe est le nom que porte l'insupportable, mais malheureuse, belle-fille d'un des personnages principaux.
- Xanthippe apparaît comme personnage important, mais au second plan, dans La Lumière du bonheur, volume 4, paru en 2024, du cycle romanesque La Traversée des temps, d'Éric-Emmanuel Schmitt.